# Campionati del mondo di atletica leggera 1991
I Campionati del mondo di atletica leggera 1991 (in inglese 3rd IAAF World Championships in Athletics) sono stati la 3ª edizione dei Campionati del mondo di atletica leggera. La competizione si è svolta dal 23 agosto al 1º settembre presso lo Stadio Olimpico di Tokyo, in Giappone.

## Medagliati

### Uomini
| Specialità | Oro                                                              | Prestazione | Argento                                                                      | Prestazione | Bronzo                                                                  | Prestazione |
| Corse piane |                                                                  |             |                                                                              |             |                                                                         |             |
| 100 m (dettagli) | Carl Lewis                                                       | 9"86        | Leroy Burrell                                                                | 9"88        | Dennis Mitchell                                                         | 9"91        |
| 200 m (dettagli) | Michael Johnson                                                  | 20"01       | Frank Fredericks                                                             | 20"34       | Atlee Mahorn                                                            | 20"49       |
| 400 m (dettagli) | Antonio Pettigrew                                                | 44"57       | Roger Black                                                                  | 44"62       | Danny Everett                                                           | 44"63       |
| 800 m (dettagli) | Billy Konchellah                                                 | 1'43"99     | José Luíz Barbosa                                                            | 1'44"24     | Mark Everett                                                            | 1'44"67     |
| 1 500 m (dettagli) | Noureddine Morceli                                               | 3'32"84     | Wilfred Kirochi                                                              | 3'34"83     | Hauke Fuhlbrügge                                                        | 3'35"28     |
| 5 000 m (dettagli) | Yobes Ondieki                                                    | 13'14"45    | Fita Bayisa                                                                  | 13'16"64    | Brahim Boutayeb                                                         | 13'22"70    |
| 10 000 m (dettagli) | Moses Tanui                                                      | 27'38"74    | Richard Chelimo                                                              | 27'39"41    | Khalid Skah                                                             | 27'41"74    |
| Corse a ostacoli |                                                                  |             |                                                                              |             |                                                                         |             |
| 110 hs (dettagli) | Greg Foster                                                      | 13"06       | Jack Pierce                                                                  | 13"06       | Tony Jarrett                                                            | 13"25       |
| 400 hs (dettagli) | Samuel Matete                                                    | 47"64       | Winthrop Graham                                                              | 47"74       | Kriss Akabusi                                                           | 47"86       |
| 3 000 siepi (dettagli) | Moses Kiptanui                                                   | 8'12"59     | Patrick Sang                                                                 | 8'13"44     | Azzedine Brahmi                                                         | 8'15"54     |
| Prove su strada |                                                                  |             |                                                                              |             |                                                                         |             |
| Maratona (dettagli) | Hiromi Taniguchi                                                 | 2h14'57"    | Ahmed Salah                                                                  | 2h15'26"    | Steve Spence                                                            | 2h15'36"    |
| Marcia 20 km (dettagli) | Maurizio Damilano                                                | 1h19'37"    | Michail Ščennikov                                                            | 1h19'46"    | Yvgeniy Misyula                                                         | 1h20'22"    |
| Marcia 50 km (dettagli) | Aliaksandr Patašou                                               | 3h53'09"    | Andrej Perlov                                                                | 3h53'09"    | Hartwig Gauder                                                          | 3h55'14"    |
| Salti |                                                                  |             |                                                                              |             |                                                                         |             |
| Salto con l'asta (dettagli) | Serhij Bubka                                                     | 5,95 m      | István Bagyula                                                               | 5,90 m      | Maksim Tarasov                                                          | 5,85 m      |
| Salto in alto (dettagli) | Charles Austin                                                   | 2,38 m      | Javier Sotomayor                                                             | 2,36 m      | Hollis Conway                                                           | 2,36 m      |
| Salto in lungo (dettagli) | Mike Powell                                                      | 8,95 m      | Carl Lewis                                                                   | 8,91 m w    | Larry Myricks                                                           | 8,42 m      |
| Salto triplo (dettagli) | Kenny Harrison                                                   | 17,78 m     | Leonid Voloshin                                                              | 17,75 m     | Mike Conley                                                             | 17,62 m     |
| Lanci |                                                                  |             |                                                                              |             |                                                                         |             |
| Getto del peso (dettagli) | Werner Günthör                                                   | 21,67 m     | Lars Arvid Nilsen                                                            | 20,75 m     | Oleksandr Klymenko                                                      | 20,34 m     |
| Lancio del disco (dettagli) | Lars Riedel                                                      | 66,20 m     | Erik de Bruin                                                                | 65,82 m     | Attila Horváth                                                          | 65,32 m     |
| Lancio del martello (dettagli) | Jurij Sedych                                                     | 81,70 m     | Ihar Astapkovič                                                              | 80,94 m     | Heinz Weis                                                              | 80,44 m     |
| Lancio del giavellotto (dettagli) | Kimmo Kinnunen                                                   | 90,82 m     | Seppo Räty                                                                   | 88,12 m     | Uladzimir Sasimovič                                                     | 87,08 m     |
| Prove multiple |                                                                  |             |                                                                              |             |                                                                         |             |
| Decathlon (dettagli) | Dan O'Brien                                                      | 8 812 p.    | Mike Smith                                                                   | 8 549 p.    | Christian Schenk                                                        | 8 394 p.    |
| Staffette |                                                                  |             |                                                                              |             |                                                                         |             |
| Staffetta 4×100 m (dettagli) | Stati Uniti Andre Cason Leroy Burrell Dennis Mitchell Carl Lewis | 37"50       | Francia Max Morinière Daniel Sangouma Jean-Charles Trouabal Bruno Marie-Rose | 37"87       | Regno Unito Tony Jarrett John Regis Darren Braithwaite Linford Christie | 38"09       |
| Staffetta 4×400 m (dettagli) | Regno Unito Roger Black Derek Redmond John Regis Kriss Akabusi   | 2'57"53     | Stati Uniti Andrew Valmon Quincy Watts Danny Everett Antonio Pettigrew       | 2'57"57     | Giamaica Patrick O'Connor Devon Morris Winthrop Graham Seymour Fagan    | 3'00"10     |
| record mondiale; record mondiale stagionale; record africano; record asiatico; record europeo; record nord-centroamericano e caraibico; record sudamericano; record oceaniano; record dei campionati; record nazionale; record personale; record personale stagionale. |                                                                  |             |                                                                              |             |                                                                         |             |

### Donne
| Specialità | Oro                                                                                   | Prestazione | Argento                                                                              | Prestazione | Bronzo                                                             | Prestazione |
| Corse piane |                                                                                       |             |                                                                                      |             |                                                                    |             |
| 100 m (dettagli) | Katrin Krabbe                                                                         | 10"99       | Gwen Torrence                                                                        | 11"03       | Merlene Ottey                                                      | 11"06       |
| 200 m (dettagli) | Katrin Krabbe                                                                         | 22"09       | Gwen Torrence                                                                        | 22"16       | Merlene Ottey                                                      | 22"21       |
| 400 m (dettagli) | Marie-José Pérec                                                                      | 49"13       | Grit Breuer                                                                          | 49"42       | Sandra Myers                                                       | 49"78       |
| 800 m (dettagli) | Lilija Nurutdinova                                                                    | 1'57"50     | Ana Fidelia Quirot                                                                   | 1'57"55     | Ella Kovacs                                                        | 1'57"58     |
| 1 500 m (dettagli) | Hassiba Boulmerka                                                                     | 4'02"21     | Tat'jana Dorovskich                                                                  | 4'02"58     | Lyudmila Rogachova                                                 | 4'02"72     |
| 3 000 m (dettagli) | Tat'jana Dorovskich                                                                   | 8'35"82     | Elena Romanova                                                                       | 8'36"06     | Susan Sirma                                                        | 8'39"41     |
| 10 000 m (dettagli) | Liz McColgan                                                                          | 31'14"31    | Zhong Huandi                                                                         | 31'35"08    | Wang Xiuting                                                       | 31'35"99    |
| Corse a ostacoli |                                                                                       |             |                                                                                      |             |                                                                    |             |
| 100 hs (dettagli) | Ludmila Narozhilenko                                                                  | 12"59       | Gail Devers                                                                          | 12"63       | Nataliya Grygoryeva                                                | 12"69       |
| 400 hs (dettagli) | Tat'jana Ledovskaja                                                                   | 53"11       | Sally Gunnell                                                                        | 53"16       | Janeene Vickers                                                    | 53"47       |
| Prove su strada |                                                                                       |             |                                                                                      |             |                                                                    |             |
| Maratona (dettagli) | Wanda Panfil                                                                          | 2h29'53"    | Sachiko Yamashita                                                                    | 2h29'57"    | Katrin Dörre                                                       | 2h30'10"    |
| Marcia 10 km (dettagli) | Alina Ivanova                                                                         | 42'57"      | Madelein Svensson                                                                    | 43'13"      | Sari Essayah                                                       | 43'13"      |
| Salti |                                                                                       |             |                                                                                      |             |                                                                    |             |
| Salto in alto (dettagli) | Heike Henkel                                                                          | 2,05 m      | Elena Elesina                                                                        | 1,98 m      | Inha Babakova                                                      | 1,96 m      |
| Salto in lungo (dettagli) | Jackie Joyner-Kersee                                                                  | 7,32 m      | Heike Drechsler                                                                      | 7,29 m      | Larysa Berezhna                                                    | 7,11 m      |
| Lanci |                                                                                       |             |                                                                                      |             |                                                                    |             |
| Getto del peso (dettagli) | Huang Zhihong                                                                         | 20,83 m     | Natal'ja Lisovskaja                                                                  | 20,29 m     | Svetlana Krivelëva                                                 | 20,16 m     |
| Lancio del disco (dettagli) | Cvetanka Hristova                                                                     | 71,02 m     | Ilke Wyludda                                                                         | 69,12 m     | Larisa Michal'čenko                                                | 68,26 m     |
| Lancio del giavellotto (dettagli) | Xu Demei                                                                              | 68,78 m     | Petra Meier                                                                          | 68,68 m     | Silke Renk                                                         | 66,80 m     |
| Prove multiple |                                                                                       |             |                                                                                      |             |                                                                    |             |
| Eptathlon (dettagli) | Sabine Braun                                                                          | 6 672 p.    | Liliana Năstase                                                                      | 6 493 p.    | Irina Belova                                                       | 6 448 p.    |
| Staffette |                                                                                       |             |                                                                                      |             |                                                                    |             |
| Staffetta 4×100 m (dettagli) | Giamaica Dahlia Duhaney Juliet Cuthbert Beverly McDonald Merlene Ottey                | 41"94       | Unione Sovietica Natalya Kovtun Galina Mal'čugina Yelena Vinogradova Irina Privalova | 42"20       | Germania Grit Breuer Katrin Krabbe Sabine Richter Heike Drechsler  | 42"33       |
| Staffetta 4×400 m (dettagli) | Unione Sovietica Tat'jana Ledovskaja Ljudmyla Džyhalova Ol'ga Nazarova Ol'ha Bryzhina | 3'18"43     | Stati Uniti Rochelle Stevens Diane Dixon Jearl Miles Lillie Leatherwood              | 3'20"15     | Germania Uta Rohländer Katrin Krabbe Christine Wachtel Grit Breuer | 3'21"25     |
| record mondiale; record mondiale stagionale; record africano; record asiatico; record europeo; record nord-centroamericano e caraibico; record sudamericano; record oceaniano; record dei campionati; record nazionale; record personale; record personale stagionale. |                                                                                       |             |                                                                                      |             |                                                                    |             |

## Medagliere
| Posizione | Paese                               | Oro | Argento | Bronzo | Totale |
| --------- | ----------------------------------- | --- | ------- | ------ | ------ |
| 1         | Stati Uniti                         | 10  | 8       | 8      | 26     |
| 2         | Unione Sovietica                    | 9   | 9       | 11     | 29     |
| 3         | Germania                            | 5   | 4       | 8      | 17     |
| 4         | Kenya                               | 4   | 3       | 1      | 8      |
| 5         | Regno Unito                         | 2   | 2       | 3      | 7      |
| 6         | Cina                                | 2   | 1       | 1      | 4      |
| 7         | Algeria                             | 2   | 0       | 1      | 3      |
| 8         | Giamaica                            | 1   | 1       | 3      | 5      |
| 9         | Finlandia                           | 1   | 1       | 1      | 3      |
| 10        | Francia                             | 1   | 1       | 0      | 2      |
| 10        | Giappone                            | 1   | 1       | 0      | 2      |
| 12        | Bulgaria                            | 1   | 0       | 0      | 1      |
| 12        | Italia                              | 1   | 0       | 0      | 1      |
| 12        | Polonia                             | 1   | 0       | 0      | 1      |
| 12        | Svizzera                            | 1   | 0       | 0      | 1      |
| 12        | Zambia                              | 1   | 0       | 0      | 1      |
| 17        | Cuba                                | 0   | 2       | 0      | 2      |
| 18        | Canada                              | 0   | 1       | 1      | 2      |
| 18        | Romania                             | 0   | 1       | 1      | 2      |
| 18        | Ungheria                            | 0   | 1       | 1      | 2      |
| 21        | Brasile                             | 0   | 1       | 0      | 1      |
| 21        | Governo di transizione dell'Etiopia | 0   | 1       | 0      | 1      |
| 21        | Gibuti                              | 0   | 1       | 0      | 1      |
| 21        | Namibia                             | 0   | 1       | 0      | 1      |
| 21        | Norvegia                            | 0   | 1       | 0      | 1      |
| 21        | Paesi Bassi                         | 0   | 1       | 0      | 1      |
| 21        | Svezia                              | 0   | 1       | 0      | 1      |
| 28        | Marocco                             | 0   | 0       | 2      | 2      |
| 29        | Spagna                              | 0   | 0       | 1      | 1      |
| Totale    | Totale                              | 43  | 43      | 43     | 129    |